# Valeri Belenki
Valeri Belenki (în rusă Валерий Беленький; n. 5 septembrie 1969, Bakı, Republica Sovietică Socialistă Azerbaidjană) este un gimnast artistic ce a reprezentat Uniunea Republicilor Sovietice Socialiste și Germania, medaliat olimpic. A participat la două ediții ale Jocurilor Olimpice (1992, 1996) în care a câștigat o medalie de aur și o medalie de bronz.